# Мартон Фучович
Мартон Фучович (на унгарски: Márton Fucsovics) [ˈmaːrton ˈfut͡ʃovit͡ʃ] е унгарски тенисист.

## Биография
Мартон Фучович е роден на 8 февруари 1992 г. в Ниредхаза, Унгария.

## Кариера
Мартон Фучович достига на 4 март 2019 г. най-високо класиране на сингъл на ATP, до номер 31. В момента той е унгарския тенисист номер 2.

## Кариерна статистика

### ATP финали (2 титли; 4 финала)
|        | П–З | Година | Турнир         | Клас      | Настилка   | Опонент         | Резултат      |
| ------ | --- | ------ | -------------- | --------- | ---------- | --------------- | ------------- |
| Победа | 1–0 | 2018   | Женева Оупън   | 250 серии | Клей       | Петер Гойовчик  | 6–2, 6–2      |
| Загуба | 1–1 | 2019   | София Оупън    | 250 серии | Твърда (з) | Даниил Медведев | 4–6, 3–6      |
| Загуба | 1–2 | 2021   | Ротердам Оупън | 500 серии | Твърда (з) | Андрей Рубльов  | 6–7(4–7), 4–6 |
| Победа | 2–2 | 2024   | Румъния Оупън  | 250 серии | Клей       | Мариано Навоне  | 6–4, 7–5      |